# Nonstop (román)
Nonstop je sci-fi román, poprvé vydaný roku 1958, jehož autorem je Brian Wilson Aldiss. V originále se román jmenuje Non-stop, ačkoliv několik jeho vydání v USA nese titul Starship (Vesmírná loď). Nonstop je přímo inspirován románem Sirotci oblohy od Roberta A. Heinleina a dá se považovat za jeho rozšíření.

## Česká vydání knihy
V češtině byla kniha s ponechaným názvem Nonstop vydána několikrát. První vydání vydalo nakladatelství Odeon v Praze v roce 1979, tehdy jako brožovanou knížku s nákladem 50 000 výtisků, 240 stranami, v edici Čtení na dovolenou. Druhé vydání vyšlo v roce 1989 opět v nakladatelství Odeon, v letech 2000 a 2008 kniha vyšla v nakladatelství Laser-books, v roce 2018 vyšlo již páté české vydání v nakladatelství Argo a Triton.

## Adaptace
Románem Nonstop je inspirován americko-německý sci-fi film Symptom Pandorum z roku 2009.
V roce 2010 uvedlo Činoherní studio Ústí nad Labem pod názvem 2521 divadelní adaptaci románu Nonstop. V divadelním prostředí je přitom sci-fi ojedinělým žánrem. V inscenaci režírované Filipem Nuckollsem se představili v hlavních rolích Jan Plouhar (Roy Complain), Kryštof Rímský (Marapper), Jan Jankovský (Fermour) a Marek Pospíchal (Wantage).

## Děj
Hlavní postavou románu je Roy Complain, který žije ve světě, na jehož pravou podstatu jeho obyvatelé již před generacemi zapomněli, mnohé zůstalo jen v podobě mýtů a legend a další věci si znovu reinterpretovali zcela po svém v souvislosti s tím, jak se vyvinula místní kultura a představy o světě okolo nich.
Roy Complain se s několika společníky vydává na pouť s jasným cílem odhalit jedno z největších tajemství jejich světa a zmocnit se ho. Cestou se dostávají do dosud pro ně nemyslitelných situací včetně několika nečekaných setkání. Díky tomu se postupně dozvídají o vlastním světě, až nakonec (spolu se čtenářem) zjistí plnou pravdu o tom, kdo jsou, odkud pocházejí a posledními událostmi knihy snad i kam směřují.
Kniha je dělena do čtyř částí, každá pak do několika číslovaných kapitol.

### Ubikace
Roy Complain je lovec v Greenově kmeni, který žije v koridorech lemovaných různými místnostmi a jehož vesnice je ve všech chodbách ohraničena zátarasy. Za nimi se nachází jen houština poniků, rychle rostoucích užitkových rostlin, která se zdá být nekonečná a která se táhne všemi chodbami. O tom, co se nachází dál, obyvatelé Ubikací nevědí. V ponikovém porostu žijí různá zvířata, která jsou lovena pro maso i kůži. Všichni věří, že celé to místo bylo vytvořeno Obry, kteří však již vyhynuli a místo nich převzali svět právě lidé. Legendy o Obrech vycházejí z toho, že všechny v místnostech nalézané předměty jsou enormně velké.
Při jedné lovecké výpravě, na kterou Roy vezme svou ženu Gweny, se setká s lovci z jiného kmene. Ti je zaskočí a v okamžiku, kdy se Gweny vzdálí, ji unesou. Roy je pak potrestán za to, že připravil kmen o ženu. Později se u něj zastaví místní kněz Henry Marapper a nabídne mu účast na výpravě do legendami opředené Přídě. I když se mu to zpočátku nezamlouvá, nakonec se s knězem a třemi dalšími společníky (Bobem Fermourem, Ernem Rofferym a Wantagem) vydávají na cestu.

### Pustiny
Jakmile opustí hranice vesnice, kněz Marapper se svým společníkům pokusí vysvětlit cíl cesty: Svět je ve skutečnosti Loď, která se řítí prostorem zvaným vesmír za cílem, který byl již dávno zapomenut. Bob Fermour k téhle informaci přistupuje poněkud laxním způsobem a na počáteční prohlášení kněze „jsme na lodi“ odpoví okamžitě „samozřejmě“. Pro Roye je to naopak poněkud nepřijatelná představa, se kterou se nedokáže vypořádat ani poté, co jim všem kněz ukáže plánek v nedávno nalezené knize „Rukověť elektrických obvodů hvězdoletu“. Na plánu jim také ukáže cíl jejich cesty - velitelské centrum, kam chtějí dorazit, najít kapitána, který ovládá loď, a převzít nad lodí vládu. Pojmy jako loď, vesmír jsou jim zcela nepochopitelné.
Cestou pustinami se Roy s Ernem Rofferym setká s Obry, o nichž byli všichni přesvědčeni, že vyhynuli. Zaútočí na Obry svými zbraněmi a Roy je omráčen, později je ale propuštěn a na rozdíl od Rofferyho se vrátí ke svým společníkům. Ti nechtějí vyprávění věřit, Obři přece vyhynuli již před mnoha generacemi.
Během dalšího putování dorazí do míst, kde přestává existovat gravitace. S obtížemi toto místo překonají, ale pak náhle uslyší, že je někdo sleduje. Ve velké otevřené místnosti, hustě zarostlé poniky, však ztratí ve snaze jim utéct směr, a tak je nakonec dostihnou a Wantageho dokonce šípy zastřelí. Z pětice tak zůstávají jen Roy Complain, Henry Marapper a Bob Fermour. Pronásledovateli byli lidé z Přídě.

### Příď
Jejich přemožitelé je odvedou do přídě, která je podobně, jako jejich vesnice, oddělena od ponikových houštin zátarasy. Tyto jsou však mnohem bytelnější, připevněné napevno, ne jako posuvné v jejich vesnici, která se postupně sunula koridory, a navíc opatřené i jemnými sítěmi, které bránily jinak všudypřítomnému hmyzu proniknout do lidmi obývaných prostor Přídě.
Všichni tři jsou vyslýcháni vyšetřovatelem Rogerem Scoytem a vyšetřovatelkou Laurou Vyannovou, aby se zjistilo kdo jsou, odkud jsou a hlavně, jestli to jsou lidé. Krom lidí totiž prý existují ještě i Vetřelci, kteří se rodí z bahna v ponikových houštinách, kteří se podobají lidem, žijí s nimi a jsou jejich nepřáteli. Po společném výslechu přijde i výslech po jednom.
Marapper se je marně pokouší šokovat prohlášením o tom, že Svět je Loď, což ale na Přídi všichni vědí. Při snaze nalézt podle Marapperova plánu řídicí středisko však objeví jen holé zdi.
Roy je pak vystaven testu: Marapper předstírá mrtvého a Roy nad ním v duchu zvyklostí svého kmene dá volný průchod svému vzteku a žalu. Tím dokáže, že je člověk, zatímco Bob Fermour zůstává v klidu, a je proto uvězněn jako Vetřelec.
Marapper a Complain jsou představeni místnímu knihovníkovi, který jim vypráví o lodi, o vesmíru, sluncích i planetách, ačkoliv sám má znalosti povrchní. Vypráví, že loď byla na cestu k jiné planetě, aby tam založila kolonii a pak se vydala zpět. Podle toho, že byly nalezeny mikrofilmy označené nápisy jako „přelet nad kontinentem A Nové Země“ usoudili, že loď na planetu dorazila a že je teď na cestě zpět. Mikrofilmy samotné však jsou vlhkem poškozené.
Pak jim také ukáže Příďový svitek, který tvoří seznam guvernérů přídě, ačkoliv v době příběhu je Příď řízena Radou pěti, jejíž je knihovník členem. U prvního guvernéra je poznámka: Jsem čtvrtým kapitánem velícím této lodi na její cestě domů, avšak protože to slovo zní dnes už jen jako ironie, rozhodl jsem se pro titul guvernér. Snad není příliš nadnesený. Díky tomuto svitku dokázali stanovit, že jsou na cestě již 23 generací.
Do Přídě přijde člověk z Greggovy bandy a chce vyjednat s Přídí dohodu o spolupráci. Nikomu však neřekne podrobnosti, jen je odkáže na vůdce bandy Gregga, kterému jeho lidé říkají kapitán a který je ve skutečnosti Royův léta ztracený starší bratr. Vyslancem Přídě se stane Roy spolu s vyšetřovatelkou Vyannovou. Zjistí, že Greggova tlupa je v žalostném stavu, v krvavé bitvě se totiž utkala s inteligentními krysami, které po lodi budují agresivní společenstva. U Gregga naleznou i umírajícího Rofferyho, který byl napaden krysami a posléze se ho tlupa ujala.
Gregg po Přídi požaduje, aby se mohli na Přídi usadit, na oplátku nabízí veškerý potenciál svých lidí k obraně před útoky jiných kmenů či krys.
Když se ptají, proč si nechá říkat kapitán, odpoví jim, že našel starý deník, který patřil prvnímu kapitánovi lodi Gregorymu Complainovi, vzdálenému předkovi Roye a Gregga. Před odchodem věnuje Gregg svému bratrovi velmi výkonný tepelný zářič umožňující tavit kov, který ztratil jeden z Obrů. Vyannová v nestřeženém okamžiku sebere Gregoryho deník.
V Přídi byli mezitím spatřeni Obři, jak z cely zachraňují Vetřelce Fermoura. Až dosud se věřilo, že Obři jsou vzdálenými předky lidí a že lidem předali vládu nad světem/lodí. Tím, že osvobodili Vetřelce, se spolčili s úhlavními nepřáteli a stali se v očích lidí hrozbou. Marapper zjistí, že Obři přicházejí a odcházejí poklopy v podlaze, které otvírají speciálním prstenem, který měl jako všichni Vetřelci i Fermour.
Když se tedy Vyannová s Complainem vrátí do Přídě, je Greggova nabídka přijata téměř ihned, neboť začal hon na Obry a bylo potřeba každé ruky. O tepelném zářiči ani o deníku nikomu neřekli. Deník si pak Roy s Laurou Vyannovou společně v její kajutě přečtou.

#### Deník Gregoryho Complaina
Z deníku se dozvídáme, že loď odletěla od planety zvaná Nová Země, páté planety systému Procyon v souhvězdí Malého psa. Gregory byl prvním kapitánem na cestě zpět k Zemi od nově založené kolonie, kde zůstalo na planetě mnoho kolonistů, zvěře i strojů. Cesta zpět měla podle předpokladů trvat sedm generací. Což je pro Complaina i Vyannovou šok, neboť věděli, že jsou generací dvacátou třetí.
Dále se dozvídají, že po několika dnech onemocnělo mnoho zvířat i rostlin. Veškeré pokusy je vyléčit selhávaly. Pak se to ale u rostlin začalo obracet k lepšímu a obzvláště některé druhy hydroponiků si po ní začaly vést nadmíru dobře. Hydroponiky byly rostliny vyšlechtěné z černého bezu a sloužily k recyklaci ovzduší a obnově kyslíku.
Pak onemocnělo několik lidí a nemocných každým dnem přibývalo. Devět dnů po nakažení prvních z nich jich většina až na jedno děvče zemřeli. Tento devítidenní cyklus se stal jedinou jistotou této nemoci. Kdo přežil devátý den, se do několika dnů plně uzdravil. Jen se pak pohyboval poněkud trhaně a jakoby zrychleně.
Nakonec se přišlo i na příčinu této devítidenní zimnice. Na planetě loď načerpala zásoby vody obsahující dosud neznámou aminokyselinu, která měla na svědomí vytváření obzvláště složitých bílkovin, s nimiž si organismus nedovedl poradit. Když jejich množství v těle přesáhlo určitý práh, propukla devítidenní zimnice. Pokud si během té doby organismus dokázal s těmito bílkovinami poradit a rozložit je, člověk přežil a do budoucna se již s nimi dokázal vypořádat.
V deníku se dále dozvídáme, že jeden z členů posádky začal kázat ostatním nové učení, které bylo namísto víry v Boha založené na psychologii (běžný pozdrav Royova kmene byl „prostor pro tvoje ego“ s odpovědí „na tvůj účet“). Také že kvůli zimnici mnozí požadovali návrat na kolonii a dokonce došlo i k nebezpečnému výbuchu v jedné části lodi, který vytvořil oblast bez gravitace. Po tomto incidentu nechal kapitán zničit všechny zbraně až na tzv. paprskomety, které nedokázaly nijak poškodit vnitřek lodě a zabránil tím dalším podobným katastrofám.
Kapitán Gregory Complain také zmiňuje i řídicí středisko, čímž potvrzuje jeho existenci, přestože Vyannová s Marapperem žádné nenašli.
Po přečtení deníku Roy a Laura Vyannová vyzkouší tepelný zářič a zjistí, že dokáže prořezat stěny kajut. Na původně navštíveném místě tedy prořežou zeď a za ní skutečně řídicí středisko naleznou, je však úplně zničené. Přes odchlípnutou část okenních rolet poprvé spatří malou část vesmíru.

### Touha
Zac Deight, jeden z radních Přídě a velitel Vetřelců na lodi, Roye uvězní a sebere mu svářecí pušku. Roy uprchne větracím systémem a seshora mřížkou vidí, jak Deight mluví vysílačkou s Obry. Sleze dolů, Deighta omráčí a pušku si vezme. Lidé z Přídě a Greggova banda na plné obrátky bojují proti Obrům, svářecí puškou ničí paluby, aby se neměli kam ukrýt a způsobují tím rozsáhlý požár, ačkoliv až dosud si protipožární mechanismy lodi se vším poradily.
Roy a Laura donutí Deighta, který jim částečně vysvětlí souvislosti, aby zavolal vysílačkou Zemi. Deight tak učiní, ale ohlásí vzpouru, a je tak Royem a Marapperem zabit. Tato trojice, ke které se přidává Gregg, naleznou v odlehlé části lodě Boba Fermoura a všichni se vydávají do řídicího střediska.
Tam, ve snaze zachránit loď, uzavřou všechny uzávěry, oddělující od sebe všech 84 palub, aby tím zabránili šíření požáru, inteligentních krys a demoličního běsnění (přepážky a plášť lodi odolávaly tepelnému paprskometu).
Fermour jim vysvětluje, že nikdo z obyvatel lodi se nemá dostat zpět na planetu Zemi. Když se na dohled objevila vracející se loď, Země se s ní snažila spojit, ale bez odpovědi. Přilétnuvší lodě zjistily, že v důsledku devítidenní zimnice byla na lodi doba temna. Loď byla zatažena na oběžnou dráhu, ale její obyvatelé tam byli ponecháni, protože se změnili. Cizí aminokyselina a jí vytvářené bílkoviny způsobily, že začali žít asi čtyřikrát rychleji než běžní lidé a také se začali zmenšovat. Kvůli tomu by nebyli schopni žít na Zemi, lidé je ale chtějí nechat na oběžné dráze jen do té doby, než objeví účinné očkování. Hydroponiky boje s novými bílkovinami přečkaly, začalo se jim dařit a celou loď vyplnily neprostupnými ponikovými houštinami.
Proto vznikly legendy o Obrech, kteří všechno postavili, jejich potomci neměřili více než 150 cm. Náhodně zahlédnutí Obři byli údržbáři ze Země, kteří se starali o chod lodi. Vetřelci byli zase lékaři a učitelé, kteří lidi studovali a opatrně a potají jim pomáhali vést lepší život. Za Vetřelce byli na Zemi vybíráni jen ti nejmenší, kteří se dokázali naučit pohybovat se a mluvit co nejrychleji a vystačit jen s krátkým spánkem. Sám Fermour je antropolog, který studoval motáky (jak jim lidé ze Země říkali kvůli tomu, že se jim z rychlých pohybů motá hlava).
V závěru dojde ke zkratu v ovládacích panelech a spustí se poplachový automat, který loď rozdělí podle palub na 84 samostatných objektů. Loď se stává neopravitelnou a její obyvatelé získávají naději, že je lidé budou muset vrátit na Zem, aby je zachránili.